# Cirrhilabrus lubbocki
Cirrhilabrus lubbocki là một loài cá biển thuộc chi Cirrhilabrus trong họ Cá bàng chài. Loài này được mô tả lần đầu tiên vào năm 1980.

## Từ nguyên
Từ định danh lubbocki được đặt theo tên của Hugh Roger Lubbock (1951 – 1981), nhà sinh vật biển người Anh, người đã thu thập được mẫu vật đầu tiên của loài cá này và đặt nghi vấn rằng đây là một loài chưa được mô tả.

## Phạm vi phân bố và môi trường sống
Từ quần đảo Ryukyu (Nhật Bản), phạm vi của C. lubbocki trải dài đến Philippines, Palau, và từ bờ đông đảo Borneo mở rộng đến Tây Papua. C. lubbocki sống gần các rạn san hô trên nền đá vụn ở độ sâu khoảng 4–55 m.

## Mô tả
Chiều dài lớn nhất được ghi nhận ở C. lubbocki là 8 cm. Cá cái có màu đỏ với một đốm đen trên cuống đuôi. Cá đực có hai kiểu hình được biết đến. Ở kiểu hình thứ nhất, C. lubbocki đực có màu đỏ trên đỉnh đầu, chuyển sang màu vàng dọc theo lưng, bao gồm cả vây lưng. Phần cơ thể còn lại có màu hồng đến màu tím; vảy cá có viền màu xanh lam óng. Kiểu thứ hai về cơ bản có cùng tông màu với kiểu trước, nhưng thay vào đó có thêm một cặp sọc ngang màu đen ở thân trên và chạy dọc theo đường bên.
Trong mùa sinh sản, vây đuôi, vây hậu môn và vây lưng của cá đực chuyển sang màu trắng, cũng như xuất hiện thêm một dải màu hoa cà băng qua mắt và chạy dọc theo chiều dài cơ thể. Ngoài ra, khi hoảng sợ hoặc nghỉ ngơi vào ban đêm, các vệt màu xanh và tím hiện rõ ở hai bên thân của C. lubbocki.
Số gai ở vây lưng: 11; Số tia vây ở vây lưng: 9; Số gai ở vây hậu môn: 3; Số tia vây ở vây hậu môn: 9; Số tia vây ở vây ngực: 14–15; Số gai ở vây bụng: 1; Số tia vây ở vây bụng: 5.

## Phân loại học
C. lubbocki có quan hệ họ hàng rất gần với Cirrhilabrus adornatus và Cirrhilabrus flavidorsalis. Cá cái của ba loài này có kiểu hình rất giống nhau nên khó mà phân biệt được. Việc xác định cá cái của loài nào thường được thực hiện dựa vào sự xuất hiện của cá đực trong bầy nếu chúng có cùng phạm vi phân bố.

## Sinh thái học
Thức ăn của C. lubbocki chủ yếu là các loài động vật phù du. Chúng thường sống theo từng nhóm lớn. Một cá thể lai giữa C. flavidorsalis và C. lubbocki đã được chụp ảnh tại quần đảo Sangihe (Bắc Sulawesi, Indonesia).

## Thương mại
C. lubbocki được thu thập trong ngành buôn bán cá cảnh, và được bán với giá 30 USD một con tại Hoa Kỳ.